# Оно Сан Пиетро
О̀но Сан Пиѐтро (на италиански: Ono San Pietro, на източноломбардски: Do, До) е село и община в Северна Италия, провинция Бреша, регион Ломбардия. Разположено е на 516 m надморска височина. Населението на общината е 994 души (към 2013 г.).